# Bāhila
Bāhila (arabisch باهلة) ist der Name eines arabischen Stammes, dessen Hauptsiedlungsgebiet in vorislamischer Zeit an dem Weg zwischen Mekka und dem Nadschd lag. Die Bāhila gehören zum Stammesverband der Qais ʿAilān, die zu der nordarabischen Stammesgruppe der Mudar gehören.

## Genealogie
Benannt ist der Stamm nach einer gewissen Bāhila bint Saʿb von dem Stamm Madhhidsch, die zunächst mit Mālik ibn Aʿsur verheiratet war und nach dessen Tod an ihren Stiefsohn Maʿn ibn Mālik weitergereicht wurde. Die Weitergabe von Ehefrauen an die Söhne des verstorbenen Mannes als Teil des Erbes war im vorislamischen Arabien nicht selten und wurde erst durch den Koran in Sure 4:22 verboten. Mālik ibn Aʿsur war nach der arabischen Genealogie ein Urenkel von Qais ʿAilān. Zusammen mit Mālik hatte Bāhila einen Sohn namens Saʿdmanāt, zusammen mit dessen Sohn Maʿn zwei Kinder namens Dschi'āwa und Aud. Neben diesen Kindern werden auch alle Söhne, die Maʿn mit anderen Ehefrauen zeugte, und deren Nachkommen den Bāhila zugerechnet, weil sie von Bāhila bint Saʿb aufgezogen wurden.
Eine Untergruppe der Bāhila, die Banū Umāma, stellten in vorislamischer Zeit die Wächter des Heiligtums von Dhū l-Chalasa. Bekannte Persönlichkeiten des Stammes in vorislamischer Zeit waren der Krieger al-Muntaschir und der Dichter Aʿschā Bāhila. Eine enge Verwandtschaft verband die Bāhila mit dem Stamm der Ghanī, der sein Hauptsiedlungsgebiet nördlich von den Bāhila hatte. Die Ghanī gelten als Nachkommen von Māliks Bruder ʿAmr. Zusammengenommen, wurden Bāhila und Ghanī auch als die „beiden Söhne von Duchān“ (ibnā Duḫān) bezeichnet.

## Rolle in islamischer Zeit
Nachdem im Jahre 630 Mohammed Mekka erobert hatte, trafen zwei Delegationen von den Bāhila bei ihm in Medina ein und nahmen stellvertretend für ihre jeweiligen Gruppen den Islam an. Die eine Gruppe, die von Mutarrif ibn al-Kāhin vertreten wurde, erhielt gegen die Zusicherung, einen bestimmten Anteil ihrer Weidetiere als Abgabe abzuführen, eine Sicherheitsgarantie (amān), die andere Gruppe, die von Nahschal ibn Mālik al-Wāʾilī vertreten wurde, hatte die Zakāt zu entrichten, bekam den Zehnten jedoch erlassen.
Mit der ersten islamischen Eroberungsbewegung kam es zu einer ersten Auswanderung von Bāhila nach Nordsyrien und Basra. Da die Bāhila für ihre Feindschaft zu ʿAlī ibn Abī Tālib bekannt waren und nicht gegen die syrische Armee Muʿāwiyas kämpfen wollten, soll sie dieser vor den Ereignissen in Siffīn auf Eroberungszüge nach Dailam geschickt haben. Al-Minqarī zitiert ʿAlī in seinem Werk über die Schlacht von Siffīn mit den Worten: „Ich rufe Gott zum Zeugen an. Ihr verabscheut mich, und ich verabscheue euch. So nehmt euren Sold und geht die Dailamiten bekämpfen.“ Die Schiiten überliefern außerdem, dass die Bāhila und Ghanī bei der Auseinandersetzung ʿAlīs mit den Charidschiten Bittgebete dafür sprachen, dass diese über ihn siegen mögen. Als Hāni ibn Haudha, ʿAlīs Stellvertreter in Kufa, ihm darüber Mitteilung machte, soll ʿAlī ihn aufgefordert haben, sie aus der Stadt zu vertreiben und keinen von ihnen übrig zu lassen.
Von den verschiedenen Clanen, die dem Bāhila-Stamm zugehörten, waren in den ersten islamischen Jahrhunderten diejenigen, die sich auf Maʿns Söhne Qutaiba und Wāʾil zurückführten, zahlenmäßig am bedeutendsten. Zu den berühmten Bāhiliten dieser Zeit gehören Qutaiba ibn Muslim, der Eroberer Transoxaniens, der zu den Qutaiba gehörte, sowie der Philologe al-Asmaʿī (740–828), der den Wāʾil angehörte. Im frühen 9. Jahrhundert kam es zu einer zweiten Auswanderungswelle von Bāhila aus ihrem früheren Siedlungsgebiet in das Marschland (baṭāʾiḥ) des unteren Euphrat nördlich von Basra. Hier wurden sie 871 in den Aufstand der Zandsch hineingezogen.

## Negative Urteile über die Bāhila
Al-Asmaʿī soll seine Zugehörigkeit zu den Bāhila abgestritten haben, mit dem Argument, dass Bāhila nicht die wirkliche Mutter ihres Stiefsohnes Qutaiba gewesen sei. Dass al-Asmaʿī nichts mit den Bāhila zu tun haben wollte, war allerdings kein Einzelfall. Wie der arabische Biograph as-Samʿānī in seinem „Buch der Zugehörigkeiten“ (Kitāb al-Ansāb) berichtet, verschmähten allgemein die Araber die Zugehörigkeit zu diesem Stamm, weil er als wenig vornehm erachtet wurde. Bis in die abbasidische Zeit schütteten die arabischen Dichter ihren Hohn über diesen Stamm aus. Ein bekannter Vers lautet in der Übersetzung: „Wenn Du einem Hund zurufst: ‚Du Bâhilite‘, - heult er ob der Schmach, die du ihm angetan.“ Vor allem der Geiz der Bāhila galt als sprichwörtlich. Ein Spottvers, den as-Samʿāni zitiert lautet: „Was nützt die Abstammung von den Hāschim, wenn die Nafs von Bāhila ist?“
Der moderne zwölfer-schiitische Gelehrte Muhsin al-Muʿallim (geb. 1952) aus Saudi-Arabien rechnet die Bāhila aufgrund ihres Verhaltens während des ersten Bürgerkriegs den sogenannten Nawāsib zu, Personengruppen, die sich durch ihren besonderen Hass auf ʿAlī auszeichnen und von daher als besonders schiafeindlich zu gelten haben.